# Federico Terschak
Federico Terschak (Monaco di Baviera, 27 giugno 1890 – Cortina d'Ampezzo, 18 agosto 1977) è stato un alpinista, dirigente sportivo e scrittore tedesco.

## Biografia
Nato a Monaco di Baviera, visse a Ortisei fino al 1897, quando il padre Emil, alpinista ed apprezzato fotografo di montagna e scrittore di origine boema (1858-1915), si trasferì in Ampezzo del Tirolo con la consorte Henriette Stremell (1865-1939), per aprirvi un atelier fotografico.
Segretario della Sezione Ampezzo del Club Alpino Tedesco-Austriaco già nei primi anni '10, fino al 1932 aprì una dozzina di vie di roccia, alcune anche di cospicua difficoltà, sui monti trentini e ampezzani (tra le tante, si ricordano il "Camino Terschak" sulla Testa del Bartoldo - Pomagagnon, di 4º-5º grado, salito con Hermann Kees il 19 luglio 1913, e la cresta sud della Punta Nera del Sorapis, prima via nuova in Ampezzo italiana, salita con Isidoro Siorpaes Pear di Cortina il 10 agosto 1919).
Pioniere dello scialpinismo nelle Dolomiti orientali (sue le prime salite della cima Lavinores ai piedi della Croda Rossa d'Ampezzo, 1910, e del Picco di Vallandro, con Giuseppe Degregorio e Silvio Manassero, 1934), fu anche bobbista e uno dei fondatori del Bob Club Cortina; operò attivamente per lo sviluppo degli sport della neve e per i VII Giochi olimpici invernali del 1956.
Ottimo scrittore, lasciò alcuni documentati saggi: la "Guida di Cortina d'Ampezzo" (ristampata in una quindicina di edizioni, sia in italiano che in tedesco, fra il 1923 e il 1970), "L'alpinismo a Cortina dai primordi ai giorni nostri (1863-1943)", pubblicato a Roma nel 1953, la "Guida ufficiale ai VII Giochi Olimpici Invernali "(Roma, 1956).
È ricordato tra i cittadini benemeriti del comune di Cortina d'Ampezzo.
| Controllo di autorità | VIAF (EN) 72175958 |